# Dragon Ball - Il torneo di Miifan
Dragon Ball - Il torneo di Miifan (魔訶不思議大冒険?, Makafushigi dai bōken, lett. "La grande avventura mistica") è un film d'animazione del 1988 diretto da Kazuhisa Takenouchi e Minoru Okazaki.
Si tratta del terzo film tratto dalla prima serie di Dragon Ball, proiettato per la prima volta in Giappone il 9 luglio del 1988 al film festival Toei Manga Matsuri, insieme ad altri tre lungometraggi, ovvero il secondo film di Bikkuriman, la versione cinematografica di Tatakae!! Ramenman ed il secondo film di Kamen Rider Black.
A differenza dei precedenti due film di Dragon Ball, Il torneo di Miifan non introduce alcun personaggio originale, bensì riprende vari personaggi provenienti dagli archi del Red Ribbon e del 22º Torneo Tenkaichi, già comparsi nel manga, e li adatta nella storyline originale del lungometraggio.

## Trama

Immagine del film

I giovani Goku e Crilin si stanno allenando sotto la guida del Maestro Muten, per partecipare ad un Torneo Mondiale d'Arti Marziali che si terrà nel paese di Miifan. L'imperatore del luogo, Jiaozi, sta cercando di ritrovare la sua promessa sposa "Ran Ran" (Lan Lan nel doppiaggio italiano), scomparsa misteriosamente. In quel mentre l'Eremita della Gru, ministro dell'imperatore, avendo fatto costruire al suo servo Pilaf un Dragon Radar, ha preso l'arnese ed ora lo sta usando per localizzare le sfere del drago; l'Eremita e suo fratello, il mercenario Taobaibai, sostengono che useranno il desiderio di Shenron per ritrovare "Ran Ran", ma in realtà stanno pianificando di uccidere Jiaozi con l'aiuto di Tenshinhan ed impossessarsi di tutto il paese. Il Generale Blu annuncia che Ran Ran si trova prigioniera nella stanza dell'Eremita della Gru, ma per questo motivo viene ucciso da Taobaibai. Intanto Bora ed Upa hanno raccolto una delle sfere del drago e la stanno portando a Miifan, in modo da chiedere all'imperatore che i soldati del paese abbandonino la terra presso la Torre di Karin.
Bora viene indotto a partecipare al Torneo (al vincitore della competizione sarà concesso un desiderio da Jiaozi), venendo poi ucciso da Taobaibai. Nel frattempo, Bulma, Olong, Yamcha e Pual sono alla ricerca delle altre sei sfere del drago, in modo che Bulma possa esprimere un desiderio (non viene specificato quale). Tuttavia, quando vengono finalmente raccolte le sfere, Yamcha mentre salva Bulma da un attacco delle guardie dell'imperatore, cadono accidentalmente nel fossato che circonda il castello dell'imperatore. Tenshinhan si rende conto d'essere molto affezionato a Jiaozi, e si rifiuta di uccidere il suo amico; al contrario, si libera dell'Eremita della Gru con un Kikōhō. Dopodiché consegna a Jiaozi Ran Ran (in realtà una bambola di porcellana) dicendogli che l'aveva nascosta perché aveva un brutto presentimento. A questo punto viene ripreso il crossover di Goku ed il Generale Blu che giungono al Villaggio Pinguino, ma questa volta, invece, sono Goku e Taobaibai ad incontrare Arale, la quale aiuta il giovane guerriero ad uccidere il temibile mercenario.
Alla fine, dato che le sei sfere del drago raccolte da Bulma sono cadute nel fossato del castello, Goku vi getta l'ultima per radunarla insieme alle altre ed evocare Shenron, col cui desiderio fa resuscitare Bora.

## Colonna sonora

### Sigle

#### Iniziale
魔訶不思議アドベンチャー! (Makafushigi Adobenchā!?, Mystical Adventure!)
Scrittura del testo: Yuriko Mori
Musica: Takeshi Ike
Arrangiamento: Kōhei Tanaka
Cantante: Hiroki Takahashi
Testo della canzone

#### Finale
ドラゴンボール伝説 (Doragon Bōru Densetsu?, La leggenda di Dragon Ball)
Scrittura del testo: Onikado Izumi
Musica: Takeshi Ike
Arrangiamento: Seiichi Kyōda
Cantante: Hiroki Takahashi
Testo della canzone

## Distribuzione

### Titoli
- Giappone: Doragon Bōru: Makafushigi dai-bōken (ドラゴンボール 魔訶不思議大冒険?)
- Italia: Dragon Ball - Il torneo di Miifan
- Regno Unito: Dragon Ball: Mystical Adventure
- Francia: Dragon Ball: L'Aventure Mystique
- Spagna: Dragon Ball: Aventura Mística
- Portogallo: Uma Aventura Mística
- Germania: Dragonball: Son Goku's erstes Tunier
- Arabia Saudita: المغامر كو غو ج3

### Edizioni home video
Il film è stato distribuito in VHS da Dynamic Italia col primo doppiaggio e successivamente in DVD col doppiaggio di Mediaset.

## Dragon Ball - La saga
Il film è stato anche incluso in Dragon Ball - La saga, l'accorpamento realizzato da Mediaset di 15 dei 22 film tratti dall'omonima saga.
Il torneo di Miifan è l'unico film tratto dalla prima serie di Dragon Ball a far parte dell'accorpamento (gli altri due erano stati trasmessi in prima serata qualche anno prima), dato che tutti gli altri film che ne fanno parte sono tratti dalla seconda serie, ovvero da Dragon Ball Z.